# Karl Ludwig Schemann
Karl Ludwig Schemann (Colonia, 16 ottobre 1852 – Friburgo in Brisgovia, 13 febbraio 1938) è stato un traduttore e teorico della razza tedesco.
Ha promosso l'antisemitismo ed è stato determinante nel promuovere il gobinismo in Germania nazista. Egli "ha fatto molto per portare in voga il termine di Gobineau ariano tra i razzisti tedeschi".

## Biografia
Schemann tradusse in tedesco il Saggio sulla disuguaglianza delle razze umane di Arthur de Gobineau tra il 1893 e il 1902.
Come Gobineau, Schemann pensava che la conquista culturale dell'Europa fosse dovuta alla " azza ariana". Tuttavia, a differenza di Gobineau, non vedeva gli "ariani" come condannati. Secondo Schemann il soggetto agente nella storia non è solo l’individuo, ma anche la razza. Vedeva la razza “ariana” come chiamata a realizzare la “salvezza” dell'umanità.
Schemann fu bibliotecario a Gottinga dal 1875 al 1891. Nel 1894 fondò l'Associazione Gobineau (Gobineau-Vereinigung), che presiedette fino al 1920.
Insieme ad Adolf Bartels, Arthur Moeller van den Bruck, Houston Stewart Chamberlain, Henry Thode e Hermann Hendrich, Schemann fu uno dei fondatori del völkisch Werdandi-Bundes e fu membro del Circolo di Bayreuth .Inoltre, fu coinvolto nella Lega Pantedesca con altri ideologi razziali come l'antropologo Otto Ammon e lo scrittore Theodor Fritsch .
Schemann era membro della Società tedesca per l'igiene razziale e nel 1928 divenne un convinto sostenitore della Lega militante per la cultura tedesca. Nel 1933 fu nominato cittadino onorario della città di Friburgo. Nel 1937 fu nominato membro onorario dell'Istituto nazionalsocialista per la storia della Nuova Germania e ricevette la Goethe-Medaille für Kunst und Wissenschaft .
La sua eredità si trova nella Biblioteca universitaria di Friburgo.